# Andréi Loginov
Andréi Loginov (Rusia, 3 de marzo de 1972) es un atleta ruso retirado especializado en la prueba de 800 m, en la que consiguió ser campeón europeo en pista cubierta en 1994.

## Carrera deportiva
En el Campeonato Europeo de Atletismo en Pista Cubierta de 1994 ganó la medalla de oro en los 800 metros, con un tiempo de 1:46.38 segundos, por delante del español Luis Javier González y del francés Ousmane Diarra.